# Sawahan (Juwiring)
Sawahan is een bestuurslaag in het regentschap Klaten van de provincie Midden-Java, Indonesië. Sawahan telt 2830 inwoners (volkstelling 2010).